# NGC 382
NGC 382 è una galassia ellittica situata nella costellazione dei Pesci alla distanza di oltre 240 milioni di anni luce dalla Terra.
Insieme alle galassie NGC 379, NGC 380, NGC 383, NGC 385, NGC 386, NGC 392 e NGC 410 costituiscono il Gruppo di NGC 383. Secondo l'Atlas of Peculiar Galaxies, elaborato da Halton Arp, NGC 382, NGC 375, NGC 379, NGC 380, NGC 383, NGC 384, NGC 385, NGC 386, NGC 387 e NGC 388 formerebbero una catena di galassie catalogata come Arp 331 (Pisces Chain). Tuttavia alcune di queste galassie hanno distanze marcatamente diverse e non potrebbero formare un vero e proprio gruppo.
Il gruppo di NGC 383 è uno dei gruppi di galassie che formano l'Ammasso dei Pesci.
Il 18 settembre 2000 nella galassia NGC 382 è stata individuata una supernova Ia catalogata come SN 2000dk che ha raggiunto un picco di luminosità di 15,2.

## Galleria d'immagini

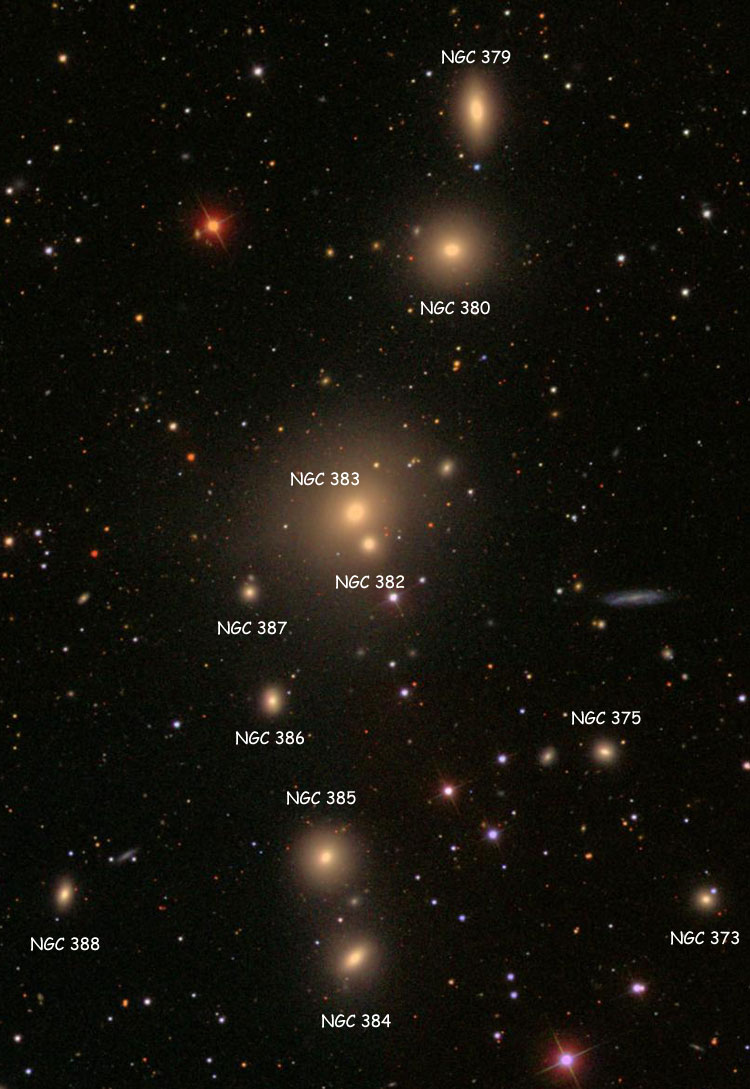
Arp 331
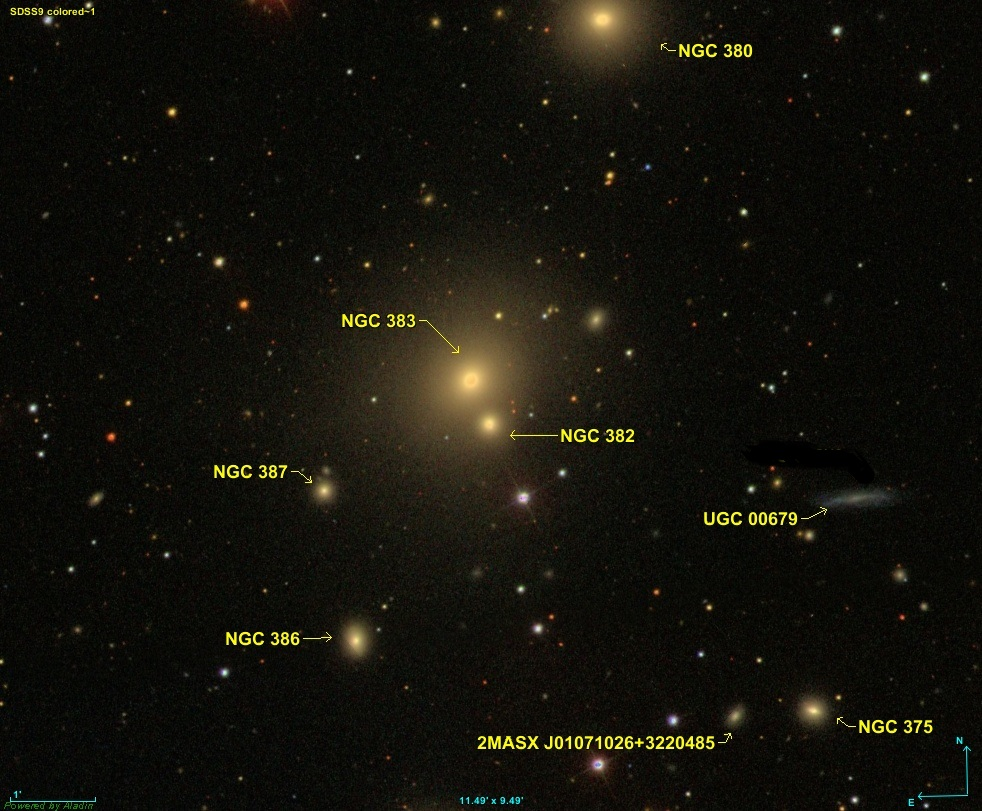
NGC 382 e le galassie vicine